# Titanatemnus similis
Titanatemnus similis es una especie de arácnido del orden Pseudoscorpionida de la familia Atemnidae.

## Distribución geográfica
Se encuentra en Camerún y en la República Democrática del Congo.